# Ryan Trebon

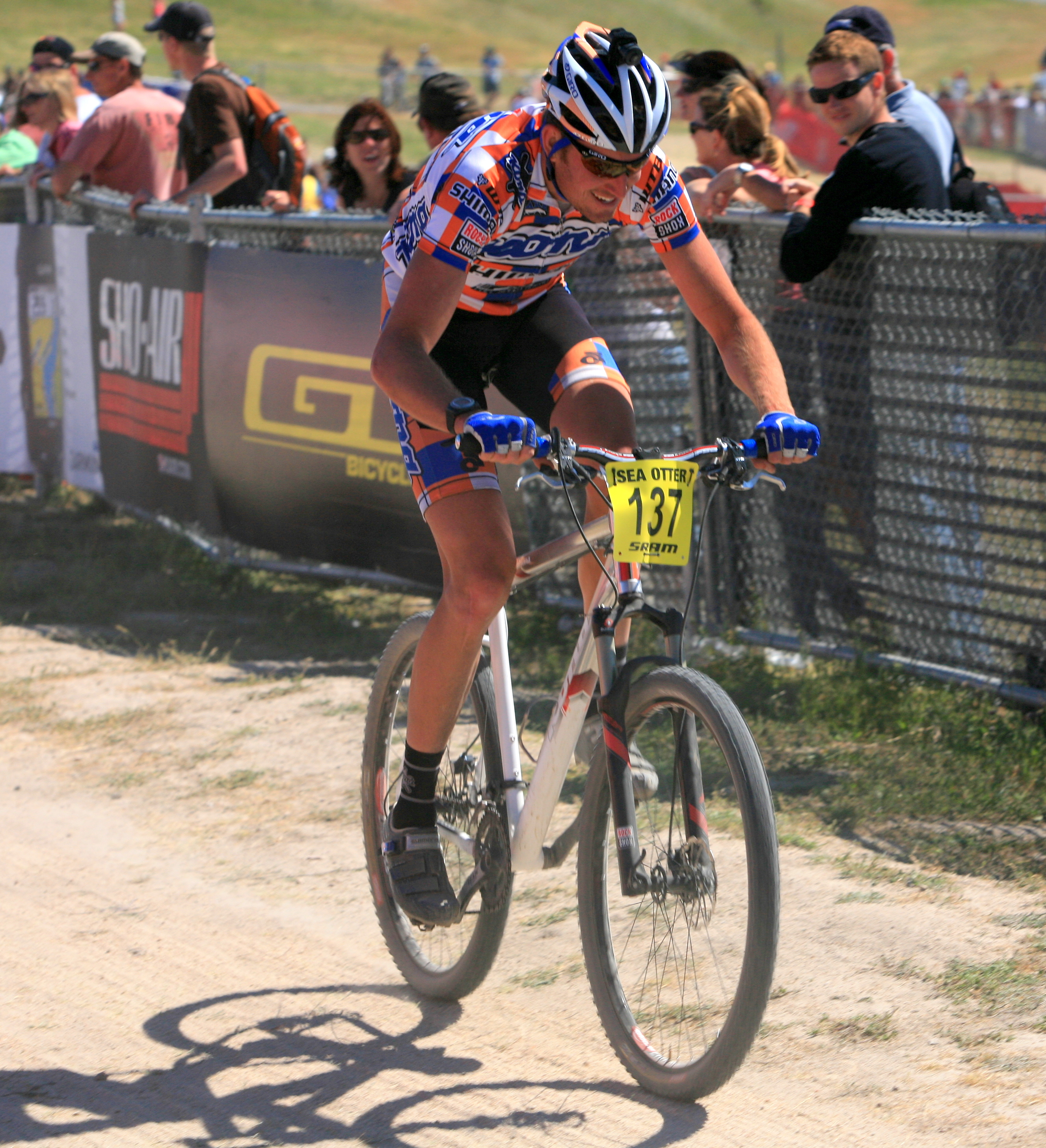
Ryan Trebon

Ryan Trebon (Loma Linda, 5 maart 1981) is een Amerikaans veldrijder en mountainbiker. Hij is prof sinds 2005 en werd in 2006 Amerikaans kampioen veldrijden. Daarnaast won hij tal van kleinere wedstrijden in de Verenigde Staten. 

## Overwinningen
2003
- 3e in Amerikaans kampioenschap cyclocross voor beloften
- Wissahickon-Philadelphia
- Worcester
- Camp Hill

2004
- 3e in Amerikaans kampioenschap cyclocross voor elite
- Gloucester
- Chainbiter Cyclocross
- Bridgeton City Park
- 2e in Highland Park
- 3e in The Cycle-Smart International Cyclocross

2005
- 2e in Amerikaans kampioenschap cyclocross voor elite
- Portland Saturn
- Bridgeton City Park
- Wooden Wheels Cyclocross
- Gloucester
- Highland Park

2006
- Amerikaans kampioenschap cyclocross voor elite
- Amerikaans kampioenschap mountainbike voor elite
- Southampton
- ECV Cyclocross
- Gloucester
- Wilmington
- Philadelphia
- Longmont
- Lakewood
- 2e in Southampton

2007
- Cross Vegas
- Boulder Super Cup
- Boulder
- West Windsor
- Trenton
- Portland
- 3e in Southampton
- 3e in Portland Saturn

2008
- Amerikaans kampioenschap cyclocross voor elite
- 2e in Amerikaans kampioenschap mountainbike voor elite
- Cross Vegas
- ECV Cyclocross
- Gloucester
- Wilmington
- Louisville
- Southampton
- Portland
- 3e in Boulder Super Cup
- 3e in West-Windsor
- 3e in Southampton
- 3e in Portland Saturn

2009
- Wilmington
- Philadelphia
- West Windsor
- 3e in Portland

2010
- Covington

2011
- Bloomingdale

2012
- Bloomingdale
- Colorado Springs (MTB)
- Covington

## Ploegen
- 2004: Kona-Clarks-Les Gets
- 2005: Aerospace Engineering Pro Equipe
- 2006: AEG Toshiba-Jetnetwork Pro Cycling Team
- 2007: Kona-Les Gets (MTB)
- 2007: Kodakgallery.com-Sierra Nevada Brewing co.
- 2008: Kona (MTB)